# Lonely Among Us
"Lonely Among Us" es el séptimo episodio de la serie de televisión estadounidense de ciencia ficción Star Trek: The Next Generation, que se emitió en redifusión originalmente el 2 de noviembre de 1987 en los Estados Unidos. Fue escrito por D.C. Fontana, basado en una historia de Michael Halperin. Fue el primer episodio de The Next Generation dirigido por Cliff Bole.
Ambientada en el siglo 24, la serie sigue las aventuras de la tripulación de la nave espacial de la Federación Enterprise-D. En este episodio, mientras la nave se dirige a una conferencia interplanetaria con delegados de las razas Selay y Antican a bordo, una entidad alienígena incorpórea toma posesión de varios miembros de la tripulación del Enterprise, incluido el capitán Picard (Patrick Stewart).
Este episodio marcó la primera aparición del miembro recurrente del elenco de Star Trek: Deep Space Nine, Marc Alaimo, en una serie de Star Trek, así como la segunda aparición de Colm Meaney, quien más tarde interpretaría al personaje de The Next Generation y Deep Space Nine, Miles O'Brien. El maquillaje de Antican y Selay fue creado por Michael Westmore a partir de diseños de Andrew Probert. Después de la emisión del episodio, los fanes escribieron para quejarse de una escena que hace referencia al canibalismo. Las críticas fueron en su mayoría negativas, y las críticas se dirigieron al escrito en particular.

## Trama
El Enterprise se dirige al planeta "Parlamento" con delegados de dos planetas en guerra en el sistema Beta Renner, el reptil Selay y el canino Antican, cuando la nave se encuentra con una extraña nube de energía. Sin ser visto por la tripulación, el teniente Worf (Michael Dorn) es golpeado por una extraña descarga de energía cuando el barco pasa la nube, lo que lo vuelve violento. La doctora Crusher (Gates McFadden) seda a Worf y lo lleva a la enfermería, pero también recibe la energía mientras examina su cuerpo. Crusher comienza a actuar de manera extraña con quienes la rodean y se dirige al puente y hace preguntas sobre las funciones de navegación del barco. Cuando ella interroga a Data (Brent Spiner) en una de las estaciones científicas, la energía chispea entre ella y la consola, dejándola confundida sobre por qué está en el puente.
De repente, la nave comienza a funcionar mal y el Capitán Picard envía al ingeniero asistente Singh (Kavi Raz) para investigar la causa. Más tarde, Singh es encontrado muerto cerca de un enlace informático, y Picard ordena una investigación por asesinato, considerando a los delegados alienígenas como los principales sospechosos. Data investiga el asesinato a la manera del detective ficticio Sherlock Holmes y determina que los delegados no fueron responsables. Mientras tanto, la consejera Troi (Marina Sirtis) utiliza hipnosis tanto en Worf como en Crusher y descubre que ambos recuerdan haber sido invadidos por alguna entidad durante sus apagones. De repente, la nave vuelve a salir de velocidad waro y, mientras Picard investiga las lecturas en una consola del puente, la extraña energía se transfiere a él. La tripulación del puente sospecha de las acciones de Picard después de notar que todos los sistemas del Enterprise han vuelto a la normalidad y que Picard les ha ordenado regresar a la nube.
Los oficiales superiores intentan suplicarle a Picard que se someta a un examen médico y que deje el mando, pero él se niega. Cuando regresan a la nube, Picard anuncia que habían recogido una entidad anteriormente cuando pasaron la nube, y ahora Picard y la entidad son uno. Bajo su influencia, Picard planea transportar su energía de regreso a la nube y dispara energía a la tripulación del puente cuando intentan detenerlo. La tripulación no puede evitar que Picard abandone el barco. La tripulación pasa horas intentando localizar a Picard sin éxito, por lo que se ven obligados a aceptar que ya no se puede recuperar y prepararse para partir. Sin embargo, Troi siente la esencia del Capitán cerca y Picard logra enviar señales a la tripulación a través de las computadoras del barco. Los datos pueden revertir el transporte, reconstituyendo Picard sin la entidad. Después de determinar que Picard vuelve a ser el mismo, al carecer de recuerdos desde que fue asumido por la entidad, el Enterprise continúa hacia Parlamento.

## Producción

### Escritura y casting

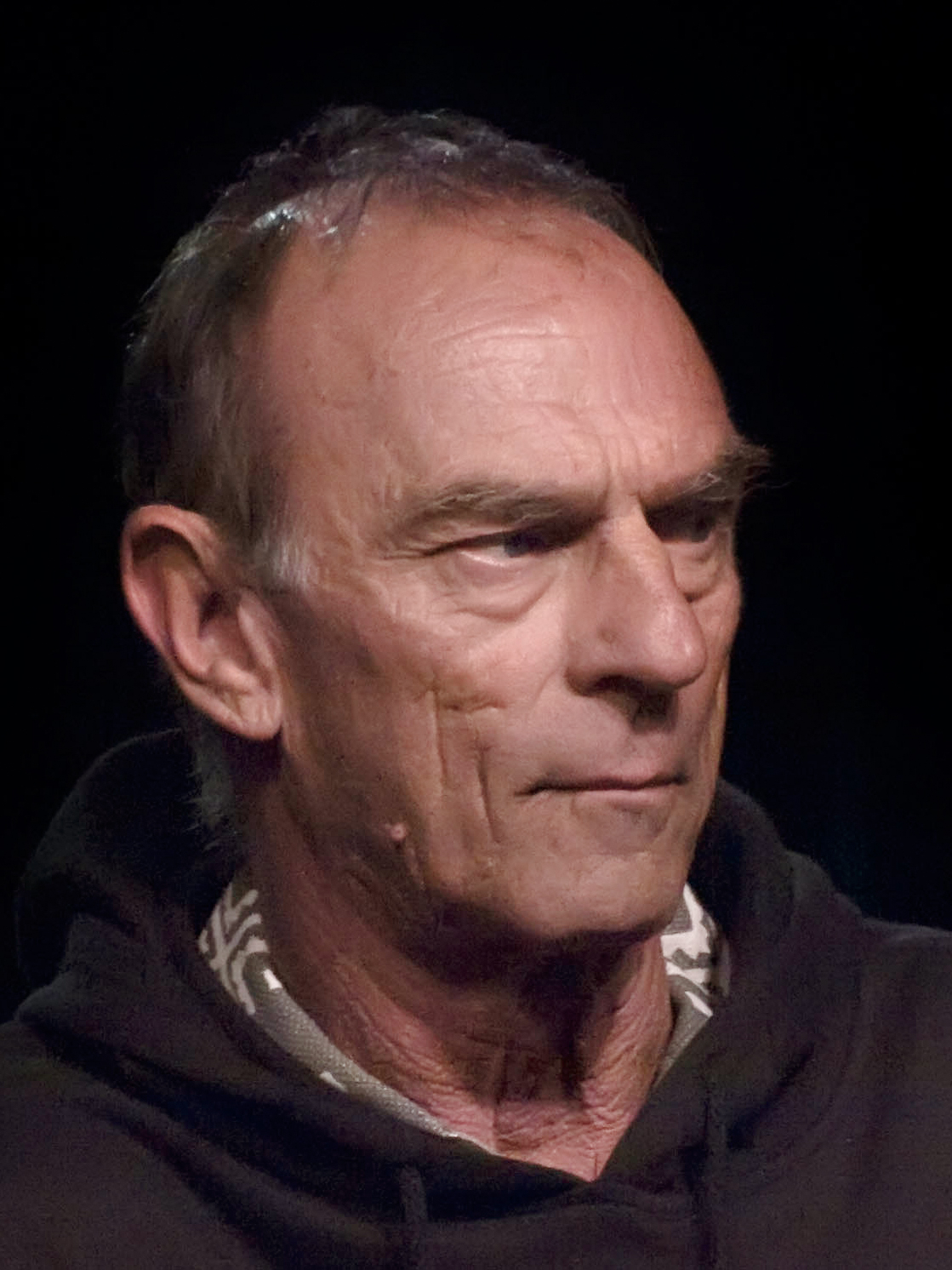
Marc Alaimo hizo su debut en Star Trek con "Lonely Among Us".

La historia original de Michael Halperin contenía una trama secundaria diferente que involucraba un problema con el dilitio en el motor warp del Enterprise. D.C. Fontana agregó la conferencia diplomática cuando se convirtió en un guion para televisión.  Fontana había trabajado anteriormente en Star Trek: The Original Series, incluido el episodio "Journey to Babel". Posteriormente, "Lonely Among Us" fue comparada con "Journey to Babel", lo que Fontana negó y dijo: "Escribí 'Journey to Babel' y escribí esto también, y siento que hay una diferencia. Hay una delimitación y separación definidas aquí, tanto en intención como en contenido".  El director Cliff Bole no recordó mucho del episodio más tarde, pero no pensó mucho en el guion y dijo: "El tema afecta el producto final. Obviamente, hay algunos programas mejor escritos".  Fue el primer episodio de The Next Generation dirigido por Bole, quien anteriormente había trabajado en programas como V y The Six Million Dollar Man. 
Colm Meaney hizo su segunda aparición en The Next Generation después de su aparición original en el piloto, "Encounter at Farpoint", como alférez de mando en el puente. En este episodio interpretó a un alférez de seguridad, ya que no fue hasta la segunda temporada que comenzó a interpretar el personaje recurrente de Miles O'Brien, quien luego se convertiría en un personaje principal de la serie Star Trek: Deep Space Nine. Otro actor de Deep Space Nine que hizo su primera aparición en Trek en este episodio fue Marc Alaimo, quien interpretó a un Antican cuyo nombre no aparece en la pantalla, pero al que se hace referencia en el guion como Badar N'D'D.  Alaimo pasó a desempeñar varios otros papeles en The Next Generation, incluido el cardassiano Gul Macet en "The Wounded",   antes de ser elegido como Gul Dukat en DS9.  John Durbin apareció como el líder de Selay, y también aparecería como un cardassiano más adelante en la serie, como Gul Lemec en "Chain of Command".  Kavi Raz interpretó al ingeniero asistente Singh, aunque como no estaba disponible para volver a filmar, en una escena fue reemplazado por una peluca en una silla. 

### Maquillaje y vestuario
Los Selay y los Antican fueron apodados "serpientes y perros" por el personal de producción. Los diseños fueron creados por Andrew Probert,quien anteriormente había sido responsable del diseño del Enterprise-D. El maquillaje utilizado en ellos fue creado por el supervisor Michael Westmore, que incluía tocados y manos completos para dos Anticans y cinco Selays. Debido al espacio limitado disponible, los Anticans se fabricaron internamente en el estudio de maquillaje de Paramount, mientras que los Selays se subcontrataron a un estudio diferente para esculpir la cabeza. Una vez terminada, se hizo un molde con la cabeza de Selay y las piezas sin pintar se fundieron en látex y se enviaron a Westmore para completarla. Se pretendía fabricarlas con poliuretano, pero el primer lote de cabezas Selay resultó muy pesada.
Westmore tuvo tiempo de volver a moldear dos de las cabezas con gomaespuma blanda, pero como cada una tardó cinco horas en fabricarse, no hubo tiempo suficiente para volver a hacer las cinco. Los actores en el fondo de las escenas usaban las versiones más pesadas de las cabezas de Selay, aunque Westmore las describió como "muy incómodas". La máscara Antican no permitía ningún movimiento en absoluto, con la excepción de que los actores podían meter la lengua por la abertura de la boca. Aunque esta es la única aparición importante de los Anticans o los Selay, continuaron siendo utilizados como extras de fondo en otros episodios de The Next Generation y Deep Space Nine. Westmore volvió a pintar las máscaras de Selay antes de reutilizarlas para darle a las escamas un aspecto más tridimensional.
Esta fue la primera aparición de los uniformes de gala de la Flota Estelar pertenecientes a esta era de la serie. Se basaron en los utilizados por la Royal Navy en el siglo XVIII, pero se modificarían ligeramente cuando reaparecieran durante la segunda temporada. Una pieza del disfraz introducida en este episodio que nunca regresó fue el gorro quirúrgico y el ocular que usaba la Doctora Crusher.

## Recepción

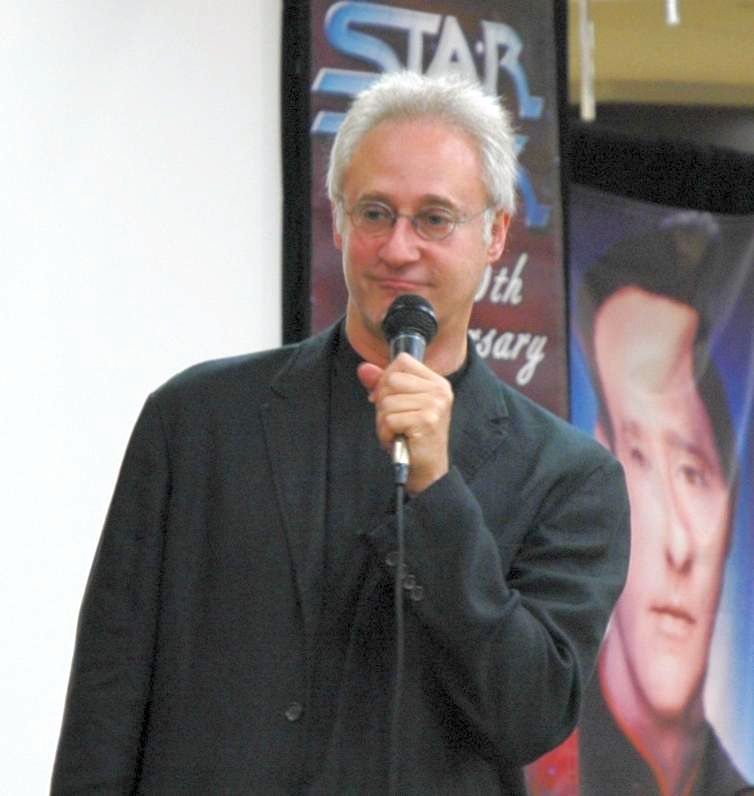
Brent Spiner recibió críticas tanto positivas como negativas por la interpretación de Data como Sherlock Holmes en este episodio.

"Lonely Among Us"  se emitió originalmente en sindicación el 2 de noviembre de 1987. Recibió una calificación de 12,1, lo que significa que fue visto por el 12,1 por ciento de todos los hogares. Este fue un aumento con respecto a "Where No One Has Gone Before" de la semana anterior, que recibió una calificación de 10,5.
Después de la transmisión, los productores recibieron una cantidad significativa de correos de fanáticos criticando el aparente canibalismo por parte de los Anticans en este episodio.Varios críticos volvieron a ver el episodio después del final de la serie. Keith DeCandido revisó el episodio para Tor.com en mayo de 2011. Le dio una puntuación de tres sobre diez y no estaba interesado en el episodio, encontrando que la trama secundaria de la delegación alienígena era "en su mayoría simplemente tonta", y la mayoría del episodio fue un "misterio de cerveza débil que es principalmente una excusa para que Gates McFadden y Sir Patrick Stewart actúen de manera extraña y para que Brent Spiner sea un Sherlock tonto".  James Hunt pensó que la impresión de Sherlock de Spiner era "completamente brillante",en su reseña para Den of Geek en octubre de 2012. Pensó que el episodio compartía algunas similitudes con la tercera temporada de The Original Series, diciendo "Por Lo cual quiero decir, parece barato y parece haber sido escrito por un niño, con crayón amarillo".
Wil Wheaton volvió a ver el episodio para AOL TV en noviembre de 2006. Criticó la escritura de Fontana en este episodio, diciendo que por esa época ella apareció en un panel en una convención sobre cómo resolver "El problema de Wesley", pero al volver a mirar el episodio pensó que "tal vez en lugar de sentarse en este panel y criticarme, D.C Fontana podría haber escrito un diálogo inteligente para mí y ayudarme a resolver el 'problema de Wesley' ella misma. No lo sé, tal vez ella intentó hacer eso y no lo logró". "No recibo mucho apoyo del resto de los productores y del personal de redacción, pero incluso yo conozco la teoría del Dr. Channing de no escribir diálogos cliché para niños en la ciencia ficción y luego culpar al actor que se ve obligado a hacerlo".  En general, criticó el diálogo "muy rígido" a lo largo del episodio y calificó la configuración como "increíblemente forzada". Destacó que Data actuando como Sherlock Holmes sentó las bases para futuros episodios que ampliarían esto.
Zack Handlen revisó el episodio para The AV Club en abril de 2010. Él también pensó que la trama secundaria de la delegación alienígena estaba mal ejecutada de manera cómica, y dijo que esto "combinado con el ritmo lento y una serie de escenas de diálogo que pueden describirse caritativamente como 'desarrollo del personaje' (o más exactamente como 'relleno'), se trata de un episodio inolvidable que muestra una serie que aún no está segura de sus mayores puntos fuertes". Le dio al episodio una calificación de "C-".

## Lanzamiento doméstico
El primer lanzamiento en los medios domésticos de "Lonely Among Us" fue en casete VHS y apareció el 1 de abril de 1992 en los Estados Unidos y Canadá.  El episodio se incluyó más tarde en la caja de DVD de la primera temporada de Star Trek: The Next Generation, lanzada en marzo de 2002.  El episodio fue lanzado como parte del Blu-ray de la primera temporada el 24 de julio de 2012. 
Los episodios desde "Encounter at Farpoint" hasta "Datalore" se lanzaron en Japón en LaserDisc el 10 de junio de 1995, como parte de First Season Part 1.  Esto incluyó el episodio de la primera temporada "Lonely Among Us", y la caja tiene una duración total de 638 minutos en múltiples discos de video ópticos de 12 pulgadas. 